# Fabien Archambault
Fabien Archambault (1975) è uno storico francese specializzatosi in storia degli sport di squadra del Novecento.
Dal 2020 insegna storia contemporanea all'Università Pantheon-Sorbona. Il suo libro Il controllo del pallone è stato tradotto in italiano a marzo 2022.

## Biografia
Dopo gli studi al Liceo Henri-IV di Parigi, nel 1996 si è iscritto all'École normale supérieure di Saint-Cloud, laureandosi nel 2003 con una tesi di dottorato sul calcio in Italia dopo la seconda guerra mondiale. La tesi, intitolata Il controllo del pallone. I cattolici, i comunisti e il calcio in Italia (1943-anni Settanta), è stata pubblicata dall'École française di Roma nel 2012.
Tra il 2008 e il 2020, Archambault è stato docente di storia contemporanea all’università di Limoges. Si è specializzato nello studio degli sport di squadra, in particolare sul calcio italiano e sulla pallacanestro statunitense.

## Storia del calcio in Italia
Fabien Archambault vuole spiegare l’ascesa della popolarità calcistica in Italia. Parte affermando che il successo di questo sport, di origine inglese, non è stato immediato, né tanto meno naturale. Il calcio, infatti, non è sempre stato lo sport il più apprezzato dagli italiani. Secondo lo storico, fino agli anni 50 lo è stato il ciclismo. Per dimostrarlo prende come esempio un'edizione della Gazzetta dello Sport del 1934 che presentava in copertina un articolo sul Giro d'Italia il giorno dopo della vittoria degli azzurri in casa ai mondiali di calcio.
Archambault sostiene che il primo promotore del calcio in Italia fu la Chiesa cattolica, che ne ha fatto, a suo dire, “uno strumento privilegiato della sua azione pastorale e politica”. Secondo le sue stime, nel 1945 c’erano solo poche centinaia di campi di calcio in Italia, contro i circa 10.000 nel 1960, metà dei quali costruiti dall’Azione Cattolica. Pertanto, la stragrande maggioranza dei giovani italiani del baby-boom, qualunque fosse la loro origine sociale o geografica, fu iniziata a questo sport nell’ambito oratoriale. Va notato che un capitolo della sua tesi è intitolato Il calcio d’oratorio nella versione in lingua francese.
Egli sostiene anche che la popolarità del calcio nel paese sia stata incrementata dal successo dei grandi club del settentrione, i cosiddetti “squadroni”, come il Grande Torino tra il 1946 e il 1949, la Juventus, l’Inter e il Milan. Per lo storico, queste squadre avevano la "capacità di simboleggiare un'Italia nuova, ricca, moderna e competitiva sulla scena internazionale". Sottolinea anche che queste vittorie sportive sono in gran parte spiegabili da importanti investimenti privati (ad esempio la famiglia Agnelli per la Juventus, i Moratti per l’Inter, Andrea Rizzoli per il Milan e via dicendo). Questo dimostra l’importante attenzione delle élite economiche e politiche del paese per questo sport, un fenomeno diffusosi molto più che in Francia per esempio.

### Il calcio tra comunisti e cattolici
Fabien Archambault sottolinea che la Federazione delle associazioni sportive cattoliche italiane (FASCI) fu creata nel 1906, testimone di una attività sportiva cattolica all'epoca del pontificato di Leone XIII. Poi, durante il ventennio fascista, il regime di Mussolini desiderava avere il monopolio della supervisione sportiva della gioventù all’interno dell'Opera nazionale Balilla, pertanto le altre organizzazioni sportive, comprese quelle cattoliche, vennero sciolte. Con la fine del regime, i cattolici e i comunisti rifondarono delle organizzazioni sportive che promuovono prima di tutto il calcio. Lo storico analizza innanzitutto il Centro sportivo Italiano (CSI), di movenza cattolica, e l’Unione Italiana Sport Popolare (UISP) sotto l’egida del partito comunista e del partito socialista. Archambault precisa che queste associazioni non erano riservate a un determinato gruppo di persone, ma erano aperte ad tutti. Per descrivere la preoccupazione italiana per lo sviluppo del calcio nel dopoguerra, egli parla di un "investimento nel calcio da parte degli uomini politici", per cui si trattava di "una questione politica notevole".

## Peculiarità del calcio francese
Per Fabien Archambault, la Francia non ha una grande tradizione calcistica. Egli pone l'attenzione su un’appropriazione parziale di questo sport della cultura francese e il ritardo storico dei club francesi in Europa (in contrasto con il Regno Unito, la Germania, la Spagna, l’Italia e anche il Portogallo). Egli sostiene che le squadre francesi hanno vinto soltanto due finali di coppe d’Europa su un totale di circa 160. Inoltre, la lingua francese non si è appropriata del lessico calcistico e utilizza quasi unicamente i termini inglesi (football, corner, penalty, etc.). Al contrario, in Italia la parola "calcio" è attestata già nel 1908, definendo il vecchio calcio fiorentino una "finzione di un’anteriorità autoctona" dello sport inglese. Questo testimonia il "successo dell'insediamento sportivo" in Italia, fenomeno che la Francia ha vissuto in dimensioni molto più ridotte.